# La mirada invisible
La mirada invisible es una película dramática argentina-española-francesa de 2010 dirigida por Diego Lerman. Se trata de la adaptación cinematográfica de la novela Ciencia morales escrita por Martín Kohan. Está protagonizada por Julieta Zylberberg, Osmar Núñez, Marta Lubos y Gaby Ferrero. La película se estrenó el 19 de agosto de 2010.

## Sinopsis
Ambientada en la época de la dictadura militar argentina en la década del '80, la trama sigue a María Teresa, una preceptora que trabaja en el Colegio Nacional de Buenos Aires, donde expone a aquellos alumnos que tienen falta de conductas y encuentra placer en esa práctica.

## Elenco
- Julieta Zylberberg como María Teresa Cornejo
- Osmar Núñez como Biasutto
- Marta Lubos como Adela
- Gaby Ferrero como Elvira
- Diego Vegezzi como Marini
- Pablo Sigal como Esteban
- Jorge García Marino como Prefecto
- Magdalena Capobianco como Romero
- Valerie Coifman como Pelaccini
- Alan Bogado como Blandini
- Ignacio Sánchez como Saenz
- Ana Clara Valdés como Ohman
- Micaela Mantiñan como Frunklin
- Nicolás Devicente como Fillhol
- Martina Delgado como Solange Estébez
- Guido Morán como Matías Kogan
- Antonio Ziembrowski como Wittenstein
- Ailín Salas como Inés

## Recepción

### Comentarios de la crítica
La películas recibió reseñas positivas por parte de los críticos. Adolfo C. Martínez de La Nación destacó que «el director Diego Lerman logró, con indudable capacidad, apunta directamente a esos protagonistas que recorren un micromundo de delaciones y de maldades»; y «logra un clima casi siniestro en torno de esa mujer que, desde su soledad, se transforma en alguien dispuesto a la dictadura más atroz para conseguir algo de lo que siempre careció: la humildad y la comprensión». Diego Lerer de Clarín expresó «si hay algún logro especialmente destacable en el filme, que lo transforma en una transposición literaria exitosa, es poder contar mediante la puesta en escena ese juego de miradas, de poder y de vigilancia que se sucede en ese ámbito y, por consecuencia, en el país».
En una reseña para Página 12, Horacio Bernades escribió que la película se destaca con «una Julieta Zylberberg dando todos los matices de un personaje que parece una bomba de acción retardada (y un Osmar Núñez inmejorablemente siniestro y relamido)».

### Premios y nominaciones
| Lista de premios y nominaciones | Lista de premios y nominaciones                                    | Lista de premios y nominaciones | Lista de premios y nominaciones | Lista de premios y nominaciones | Lista de premios y nominaciones |
| Año                             | Organización                                                       | Categoría                       | Nominado/a(s)                   | Resultado                       | Ref(s)                          |
| ------------------------------- | ------------------------------------------------------------------ | ------------------------------- | ------------------------------- | ------------------------------- | ------------------------------- |
| 2010                            | Festival de Cine Latinoamericano de Biarritz                       | Mejor actor                     | Osmar Núñez                     | Ganador                         | [ 8 ]                           |
| 2010                            | Festival Internacional del Nuevo Cine Latinoamericano de La Habana | Premio especial del jurado      | La mirada invisible             | Ganador                         | [ 9 ]                           |
| 2010                            | Premios Sur                                                        | Mejor actriz                    | Julieta Zylberberg              | Nominada                        | [ 10 ] [ 11 ]                   |
| 2010                            | Premios Sur                                                        | Mejor actor                     | Osmar Núñez                     | Nominado                        | [ 10 ] [ 11 ]                   |
| 2010                            | Premios Sur                                                        | Mejor actriz revelación         | Julieta Zylberberg              | Ganadora                        | [ 10 ] [ 11 ]                   |
| 2010                            | Premios Sur                                                        | Mejor guion adaptado            | María Meira y Diego Lerman      | Nominados                       | [ 10 ] [ 11 ]                   |
| 2010                            | Premios Sur                                                        | Mejor dirección artística       | Yamila Fontán                   | Nominada                        | [ 10 ] [ 11 ]                   |
| 2010                            | Premios Sur                                                        | Mejor música original           | José Villalobos                 | Nominado                        | [ 10 ] [ 11 ]                   |
| 2010                            | Premios Sur                                                        | Mejor sonido                    | Leandro de Loredo               | Nominado                        | [ 10 ] [ 11 ]                   |
| 2011                            | Premios Cóndor de Plata                                            | Mejor película                  | La mirada invisible             | Nominado                        | [ 12 ] [ 13 ]                   |
| 2011                            | Premios Cóndor de Plata                                            | Mejor director                  | Diego Lerman                    | Nominado                        | [ 12 ] [ 13 ]                   |
| 2011                            | Premios Cóndor de Plata                                            | Mejor actor                     | Osmar Núñez                     | Nominado                        | [ 12 ] [ 13 ]                   |
| 2011                            | Premios Cóndor de Plata                                            | Mejor actriz                    | Julieta Zylberberg              | Ganadora                        | [ 12 ] [ 13 ]                   |
| 2011                            | Premios Cóndor de Plata                                            | Mejor guion adaptado            | María Meira y Diego Lerman      | Ganadores                       | [ 12 ] [ 13 ]                   |
| 2011                            | Premios Cóndor de Plata                                            | Mejor fotografía                | Álvaro Gutiérrez                | Nominado                        | [ 12 ] [ 13 ]                   |
| 2011                            | Premios Cóndor de Plata                                            | Mejor montaje                   | Alberto Ponce                   | Nominado                        | [ 12 ] [ 13 ]                   |
| 2011                            | Premios Cóndor de Plata                                            | Mejor música original           | José Villalobos                 | Nominado                        | [ 12 ] [ 13 ]                   |
| 2011                            | Premios Cóndor de Plata                                            | Mejor dirección de arte         | Yamila Fontán                   | Nominada                        | [ 12 ] [ 13 ]                   |
| 2011                            | Premios Cóndor de Plata                                            | Mejor diseño vestuario          | Sandra Fink                     | Nominada                        | [ 12 ] [ 13 ]                   |